# Elecciones legislativas de Corea del Sur de 2020
Las elecciones legislativas de Corea del Sur de 2020 se celebraron el 15 de abril del mismo año para elegir a los miembros de la Asamblea Nacional. 
En medio de la pandemia de COVID-19, esto no ha sido impedimento para la realización de este momento democrático.
Las elecciones parlamentarias fueron la antesala de las presidenciales que se celebraron en 2022.

## Sistema electoral

Asignación de escaños en el nuevo sistema electoral
En rojo: 253 distritos electorales de un solo escaño por escrutinio mayoritario
En azul: 30 asientos proporcionales bajo el sistema de miembros adicionales compensatorios
En verde: 17 escaños proporcionales bajo el sistema de votación paralela

La Asamblea Nacional sigue teniendo 300 escaños, con 253 escaños de circunscripción y 47 escaños de representación proporcional, como en elecciones anteriores. Sin embargo, 30 de los escaños de representación proporcional se asignaron en bajo el sistema de miembros adicionales compensatorios, mientras que 17 escaños de representación proporcional continúan utilizando el antiguo método de votación paralela. La edad para votar también se redujo de 19 a 18 años, ampliando el electorado en más de medio millón de votantes.

### Dato y proceso
La elección fue convocada para el 15 de abril de 2020, de acuerdo a lo establecido en el artículo N° 34 del Proyecto de Elección Pública Oficial, que especifica el día de votación para elegir a los asambleístas en el primer miércoles desde 50° día antes de la expiración de primera sesión de Asamblea Nacional en ejercicio. Los electores debían estar inscritos y tener al menos 19 años en el día de votación, certificados en la mesa electoral con un documento de identificación . Las votación se extiende desde las 6 hasta las 18 hrs. KST. (21 hrs, del día 12 - 9 hrs. del día 13 de abril, UTC).
Desde 2009, se permite el voto en el extranjero, los electorados también pueden emitir votos anticipados en los colegios electorales de Corea del Sur sin previo aviso.

## Resultados
|                                                                             | Partido Minju / Partido Ciudadanos Juntos          | 14,345,425 | 49.91 | 163 | 9,307,112  | 33.36 | 6  | 11 | 17 | 180 | 57    |
|                                                                             | Partido del Futuro Unido / Partido Futuro Corea    | 11,915,277 | 41.45 | 84  | 9,441,520  | 33.84 | 7  | 12 | 19 | 103 | 19    |
|                                                                             | Partido de la Justicia                             | 487,519    | 1.69  | 1   | 2,697,956  | 9.67  | 2  | 3  | 5  | 6   | 0     |
|                                                                             | Partido Popular                                    | –          | –     | –   | 1,896,719  | 6.80  | 1  | 2  | 3  | 3   | Nuevo |
|                                                                             | Partido Demócrata Abierto                          | –          | –     | –   | 1,512,763  | 5.42  | 1  | 2  | 3  | 3   | Nuevo |
|                                                                             | Partido Minsaeng                                   | 415,473    | 1.44  | 0   | 758,778    | 2.72  | 0  | 0  | 0  | 0   | 38    |
|                                                                             | Partido de Unificación de la Libertad Cristiana    | 7,663      | 0.02  | 0   | 513,159    | 1.84  | 0  | 0  | 0  | 0   | 0     |
|                                                                             | Partido Minjung                                    | 172,239    | 0.59  | 0   | 295,612    | 1.06  | 0  | 0  | 0  | 0   | 1     |
|                                                                             | Nuestro Partido Republicano                        | 47,603     | 0.16  | 0   | 208,719    | 0.75  | 0  | 0  | 0  | 0   | Nuevo |
|                                                                             | Partido de las Mujeres                             | –          | –     | –   | 208,697    | 0.75  | 0  | 0  | 0  | 0   | Nuevo |
|                                                                             | Partido Nacional de los Dividendos Revolucionarios | 208,324    | 0.72  | 0   | 200,657    | 0.72  | 0  | 0  | 0  | 0   | Nuevo |
|                                                                             | Partido Nuevo Pro-Park                             | 1,884      | 0.00  | 0   | 142,747    | 0.51  | 0  | 0  | 0  | 0   | Nuevo |
|                                                                             | Amanecer de la Libertad                            | –          | –     | –   | 101,819    | 0.36  | 0  | 0  | 0  | 0   | Nuevo |
|                                                                             | Partido Saenuri                                    | 269        | 0.00  | 0   | 80,208     | 0.29  | 0  | 0  | 0  | 0   | 0     |
|                                                                             | Nuestro Futuro                                     | 1,574      | 0.00  | 0   | 71,423     | 0.26  | 0  | 0  | 0  | 0   | Nuevo |
|                                                                             | Partido Futuro Demócrata                           | –          | –     | –   | 71,297     | 0.26  | 0  | 0  | 0  | 0   | Nuevo |
|                                                                             | Partido Verde Coreano                              | –          | –     | –   | 58,948     | 0.21  | 0  | 0  | 0  | 0   | 0     |
|                                                                             | Partido Económico de Corea                         | –          | –     | –   | 48,807     | 0.17  | 0  | 0  | 0  | 0   | 0     |
|                                                                             | Partido Laborista                                  | 15,752     | 0.05  | 0   | 34,272     | 0.12  | 0  | 0  | 0  | 0   | 0     |
|                                                                             | Vamos, Corea                                       | –          | –     | –   | 34,012     | 0.12  | 0  | 0  | 0  | 0   | 0     |
|                                                                             | Partido Hongik                                     | –          | –     | –   | 22,583     | 0.08  | 0  | 0  | 0  | 0   | 0     |
|                                                                             | Partido Libertad                                   | –          | –     | –   | 20,599     | 0.07  | 0  | 0  | 0  | 0   | Nuevo |
|                                                                             | Partido de los Pequeños y Medianos Autónomos       | –          | –     | –   | 19,444     | 0.07  | 0  | 0  | 0  | 0   | 0     |
|                                                                             | Partido República de Corea                         | –          | –     | –   | 19,246     | 0.07  | 0  | 0  | 0  | 0   | Nuevo |
|                                                                             | Partido de Bienestar de Corea                      | 625        | 0.00  | 0   | 19,159     | 0.07  | 0  | 0  | 0  | 0   | 0     |
|                                                                             | Partido Demócrata Unido                            | 512        | 0.00  | 0   | 17,405     | 0.06  | 0  | 0  | 0  | 0   | 0     |
|                                                                             | Nuevo Partido de Participación Nacional            | –          | –     | –   | 15,998     | 0.06  | 0  | 0  | 0  | 0   | Nuevo |
|                                                                             | Partido Solidario de los Ciudadanos Despiertos     | –          | –     | –   | 14,242     | 0.05  | 0  | 0  | 0  | 0   | Nuevo |
|                                                                             | Nuevo Partido Político Nacional                    | 65         | 0.00  | 0   | 12,376     | 0.04  | 0  | 0  | 0  | 0   | 0     |
|                                                                             | ¡Vamonos! Partido Ambiental                        | –          | –     | –   | 11,040     | 0.04  | 0  | 0  | 0  | 0   | Nuevo |
|                                                                             | Partido del Futuro de la provincia de Chungcheong  | 1,148      | 0.00  | 0   | 10,841     | 0.04  | 0  | 0  | 0  | 0   | 0     |
|                                                                             | Partido de Unificación Intercoreana                | –          | –     | –   | 10,833     | 0.04  | 0  | 0  | 0  | 0   | Nuevo |
|                                                                             | ¡Vamonos! Partido Paz y Derechos Humanos           | –          | –     | –   | 9,245      | 0.03  | 0  | 0  | 0  | 0   | 0     |
|                                                                             | Nuestro Partido                                    | –          | –     | –   | 6,773      | 0.02  | 0  | 0  | 0  | 0   | Nuevo |
|                                                                             | Gran Partido de Corea                              | –          | –     | –   | 4,855      | 0.02  | 0  | 0  | 0  | 0   | 0     |
|                                                                             | Partido Renta Básica                               | 4,658      | 0.02  | 0   | –          | –     | –  | –  | –  | 0   |       |
|                                                                             | Gran Partido Nacional                              | 1,228      | 0.00  | 0   | –          | –     | –  | –  | –  | 0   |       |
|                                                                             | Partido Popular Democrático                        | 63         | 0.00  | 0   | –          | –     | –  | –  | –  | 0   |       |
|                                                                             | Partido Republicano                                | 57         | 0.00  | 0   | –          | –     | –  | –  | –  | 0   |       |
|                                                                             | Independientes                                     | 1,124,167  | 3.91  | 5   | –          | –     | –  | –  | –  | 5   | 6     |
| Votos inválidos y en blanco                                                 | Votos inválidos y en blanco                        | 380,059    | –     | –   | 1,226,532  | –     | –  | –  | –  | –   | –     |
| Total                                                                       | Total                                              | 29,127,637 | 100   | 253 | 29,126,396 | 100   | 17 | 30 | 47 | 300 | 0     |
| Votantes registrados/participación                                          | Votantes registrados/participación                 | 43,994,247 | 66.21 | –   | 43,994,247 | 66.21 | –  | –  | –  | –   | –     |
| Fuente: NEC, NEC Archivado el 23 de mayo de 2020 en Wayback Machine., Naver |                                                    |            |       |     |            |       |    |    |    |     |       |